# Americanized
Americanized è il secondo album del cantante e attore tedesco Tom Beck, uscito il 5 ottobre 2012.
È stato interamente inciso a Nashville, con la collaborazione di Rebecca Lynn Howard.

## Tracce
1. Dead Yet – 3:49
2. Perfect Day – 3:58
3. What Part of Forever – 3:23
4. Ain't Got You – 3:20
5. Love You With My Eyes Closed – 3:35
6. When You Go – 3:15
7. Almost You – 3:55
8. Nice Guys Finish Last – 3:13
9. Go My Way – 2:45
10. Macho Man – 3:08
11. Can't Turn Off Love – 3:52
12. Holding Hands When We Die – 3:04

## Classifiche
| Classifica (2012) | Posizione massima |
| ----------------- | ----------------- |
| Germania          | 29                |
| Svizzera          | 88                |